# 座小田豊
座小田 豊（ざこた ゆたか、1949年 - ）は、日本の哲学研究者。東北大学名誉教授。専門は西洋近代哲学、特にドイツ観念論の研究。[出典:https://cir.nii.ac.jp/crid/1050282677743411584]

## 経歴
1949年、福岡県戸畑市（現・北九州市戸畑区）に生まれる。1968年福岡県立戸畑高校卒業、1973年、東北大学文学部を卒業。1978年、東北大学大学院文学研究科博士課程単位取得退学。
東北大学文学部助手から弘前大学教養部助教授、東北大学大学院国際文化研究科助教授を経て、1999年東北大学文学部教授となる。2015年に東北大学を定年退職、現在は東北大学の総長特命教授を務める。

## 著書

### 共・編著
- 『ヘーゲル――時代との対話』《講座〈ドイツ観念論〉第5巻》（廣松渉ほかと共著）弘文堂、1990年
- 『ヘーゲル哲学への新視角』（加藤尚武ほかと共著）創文社、1999年
- 『ヘーゲル――知の教科書』（今村仁司と共編）講談社《講談社選書メチエ》、2004年
- 『今を生きる――東日本大震災から明日へ！第一巻人間として』（尾崎彰宏と共編）東北大学出版会、2012年
- 『ヘーゲル『精神現象学』入門』（加藤尚武ほかと共著）講談社《講談社学術文庫》、2012年
- 『防災と復興の知――3.11 以後を生きる』（田中克、川崎一朗と共著）大学出版部協会、2014年
- 『生の倫理と世界の論理』（栗原隆と共編）東北大学出版会、2015年
- 『自然観の変遷と人間の運命』（編著）東北大学出版会、2015年

### 訳書
- I.フェッチャー『ヘーゲル――その偉大さと限界――』（加藤尚武と共訳）理想社、1978年
- ゲオルク・ヴィルヘルム・フリードリヒ・ヘーゲル「国家体制論」（山崎純と共訳）、『現代思想』臨時増刊号、第6巻第16号、1978年12月
- D・ヘンリッヒ『神の存在論的証明』（須田朗、中村文郎、本間謙二と共訳）法政大学出版局、1986年
- D・ヘンリッヒ『フィヒテの根源的洞察』（小松恵一と共訳）法政大学出版局、1984年
- K.F.von ヴァイツゼッカー『時は迫れり――現代世界の危機への提言――』法政大学出版局、1988年
- H.G.ガダマー『科学の時代における理性』（本間謙二と共訳）法政大学出版局、1988年
- W・パネンベルク『形而上学と神の思想』（諸岡道比古と共訳）法政大学出版局、1990年
- 『フィヒテ‐シェリング往復書簡』（後藤嘉也と共訳）法政大学出版局、1990年
- W・パネンベルク『神の思想と人間の自由』（諸岡道比古と共訳）法政大学出版局、1991年
- H・ハイムゼート『近代哲学の精神』（後藤嘉也、須田朗、宮武昭、本間謙二と共訳）法政大学出版局、1995年
- 『続ヘーゲル読本――翻訳篇・読みの水準――』（加藤尚武・座小田豊共編訳）法政大学出版局、1997年
- G.W.F.ヘーゲル『イェーナ体系構想、精神哲学草稿 I（1803 - 1804年）・II （1805 - 1806年）』（加藤尚武、栗原隆、滝口清栄、山崎純と共訳）法政大学出版局、1999年
- H・ブルーメンベルク『コペルニクス的宇宙の生成』第一巻（小熊正久、後藤嘉也と共訳）法政大学出版局、2002年
- E・フィンク『存在と人間――存在論的経験の本質について――』（信太光郎、池田準と共訳）法政大学出版局、2007年
- H・ブルーメンベルク『コペルニクス的宇宙の生成』第二巻（小熊正久、後藤嘉也と共訳）法政大学出版局、2008年
- J.G.フィヒテ『道徳論の体系一八一二年』、『フィヒテ全集』第21巻所収、晢書房、2009年
- H・ブルーメンベルク『コペルニクス的宇宙の生成』第3巻（小熊正久、後藤嘉也と共訳）法政大学出版局、2011年
- W・イェシュケ『ヘーゲル・ハンドブック』（久保陽一、島崎隆、山口誠一、高山守、神山伸弘と共監訳）知泉書館、2016年